# Lara Croft
Lara Croft er en fiktiv britisk arkæolog og hovedpersonen i Eidos Interactives Tomb Raider-serie. Lara Croft blev skabt af Toby Gard og har figureret i computerspil, film, animerede kortfilm, bøger, tegneserier, foruden en lang række merchandise. I 2006 blev figuren hædret med en stjerne på Walk of Game, og er af Guinness Rekordbog anerkendt som den mest vellykkede menneskelige heltinde i et computerspil. Angelina Jolie spiller Lara i de to filmatiseringer, og den britiske elitegymnast Alison Carroll er den nuværende, officielle model.

## Historie
Under designet af adventurespillet Tomb Raider, der på fundamentale punkter mindede om Indiana Jones, var man ikke tilfreds med spillets daværende mandlige hovedperson, og i stedet skabte Toby Gard en kvindelig hovedperson, den sydamerikanske Laura Cruz. Efter ønske om at gøre hende britisk, fandt designerne det endelige navn, Lara Croft, ved hjælp af en engelsk telefonbog. Den første spilmodel af Lara bestod, på grund af PlayStationens tekniske begrænsninger, kun af ca. 400 polygoner, og havde som følge heraf overdrevne attributter for at understrege figurens køn. Udgivelsen i 1996 blev en hastigt voksende succes, og udgiveren, Eidos Interactive, hyrede først Nathalie Cook, og senere Rhona Mitra, til at optræde som Lara Croft ved blandt andet spilmesser. Den fremtoning Lara Croft fik som sexsymbol, fik Toby Gard til at forlade Core Design, allerede inden efterfølgeren udkom i 1997.
| Citat     | Jeg ville bare ønske, at de ikke havde gjort hendes bryster så store, så snart hun var ude af mine hænder. | Citat |
| Toby Gard | |       |

I 1998 udkom Laras tredje eventyr, Tomb Raider III, der blandt andet markerede sig ved at have et ikke-lineært historieforløb, og i 1999 præsenterede Eidos og Core Design seriens fjerde installation, Tomb Raider: The Last Revelation. The Last Revelation gjorde sig i seriens rammer unik ved kun at foregå i et land (Egypten), og desuden indeholde spilbare flashbacks fra Laras teenageår. Året efter, 2000, udkom Tomb Raider Chronicles, der fulgte op på fjerde titels cliffhangerafslutning, med fire flashbackmissioner. Simon West instruerede i 2001 den første filmatisering, med Angelina Jolie i hovedrollen, der også agerer Lara Croft i efterfølgeren fra 2003.
Efter Tomb Raider: The Angel of Darkness fra 2003 overtog Crystal Dynamics den fremtidige produktion af serien, og man besluttede, i samarbejde med Toby Gard, at revidere Laras fremtræden både mentalt og fysisk. Resultatet udkom i 2006 som Lara Croft Tomb Raider: Legend. I 2007 komplimenterede Crystal Dynamics seriens grundlægger, Tomb Raider fra 1996, med genskabelsen Lara Croft Tomb Raider: Anniversary. Anniversary har, foruden sin tekniske optimering, og trods sine rødder til originalen, en række nye udfordringer og ændringer af de originale baner. Spilmodellen i Anniversary består af over 7.000 polygoner og er desuden i stand til at lave ansigtsudtryk og bevæge sig mere flydende og sammenhængende. I 2008 udkommer Tomb Raider: Underworld, hvor Lara er i stand til at udføre over 1.700 bevægelser, der er animeret ved hjælp af motion capture af den olympiske gymnast Heidi Moneymaker.
| Citat          | Lara bliver i stand til at gøre alt, hvad du kunne forvente af hende. | Citat |
| Eric Lindstrom |                                                                       |       |

Keeley Hawes lægger stemme til Lara i Underworld og har gjort det siden Legend. Ydermere vil Underworld blive afviklet på en helt ny spilmotor. Den nye motor tillader blandt andet Lara at skyde efter flere fjender samtidig med det såkaldte "Dual Target System," og måden at løse gåder på og interagere med miljøet vil være mere intuitiv end i nogen af de tidligere udgivelser.
I januar 2009 blev det kendt at Crystal Dynamics og Eidos havde afskedet 30 medarbejdere, herunder creative director Eric Lindstrom, pga. Tomb Raider: Underworlds salgsfiasko i USA. Dermed er det besluttet at designe figuren om helt fra bunden, og muligvis appellere til en helt ny målgruppe.

## Fiktive biografier
Toby Gard og Core Design skrev den første kontinuitet, der var i anvendelse fra 1996 – 2003. Da Eidos Interactive erstattede Core Design med amerikanske Crystal Dynamics, skrev Crystal en ny baggrundshistorie for Lara, og ændrede på fundamentale passager af biografien, blandt andet forholdet til hendes forældre, måden hvorpå hun bliver en eventyrer og tiden hvor flystyrtet (der er i begge kontinuiteter) i Nepal indtræffer.

### Første kontinuitet (Core Design)
Lara Croft bliver født i England den 14. februar 1968. Hendes far, Lord Henshingly Croft, giver sammen med sin kone Lara en luksuriøs tilværelse med blandt andet privatlærer fra 3- til 11-årsalderen, hvorefter hun starter på Wimbledon High School. Efter Lara fylder 16 sender forældrene hende til Gordonstoun, hvor hun i et National Geographic-blad stifter kendskab til Professor Werner Von Croy; En højt respekteret arkæolog. Denne oplevelse katalyserer hendes rejse- og eventyrlyst, og Von Croy bliver i et vist omfang hendes inspiration. Hun erfarer, at Croy forbereder en ekskursion på tværs af Asien for at arbejde på en ny udgravning i Cambodja. Lara kræver af sine forældre, at følge Von Croy på denne rejse, og Lord Croft tilbyder Von Croy finansiel støtte i bytte for, at han tager Lara med.
Da Lara er 21 styrter hun med fly ned i Himalayabjergene, hvor hun på egen hånd overlever i fjendtlige omgivelser og finder hjem. Oplevelsen ændrer hende, og hun lærer at anskue sit liv i et anderledes perspektiv. I de efterfølgende otte år studerer hun gamle civilisationer fra hele verden, men som følge af sin nye livsopfattelse vil forældrene ikke længere kendes ved hende. For at finansiere sine rejser kaster hun sig derfor ud i forfatterbranchen og publicerer blandt andet rejsebøger og detaljerede journaler om sine opdagelser.

### Anden kontinuitet (Crystal Dynamics)
Lara Croft bliver født på Surrey's Parkside hospital til Lady Amelia Croft og arkæologen Lord Richard Croft. Fra hun er 3 til 6 år går hun på Abbingdon Girls School, hvor det opdages, at hun er yderst begavet. I en alder af ni overlever hun et flystyrt i Himalaya, sammen med sin mor. Men Amelia forsvinder, efter de opdager en portal til Avalon. Lara klarer sig selv i ti dage i et af de mest fjendtlige terræner på jorden inden hun finder tilbage til civilisationen.
I de følgende seks år står hun sin far meget nært og rejser med ham fra én arkæologisk udgravning til en anden. Hun modtager grundlæggende undervisning fra private undervisere, selvom hun på mange måder er sin fars fuldtidslærling. Da hun er 15 år forsvinder Lord Croft i Cambodja. Autoriteterne og Lara udfører et grundigt eftersøgningsarbejde, og man opstøver menneskelige kropsdele, men de ikke kan identificeres. Fordi liget aldrig er fundet, kan Lara ikke juridisk arve Croft-titlen, og i stedet ender familien i stridigheder om Abbingdon-palæet. Lara vinder de juridiske opgør og tager arven i besiddelse.
Lara Croft udvikler med tiden since kompetencer som arkæolog, men hendes metoder betvivles af politiske kredse og kollegaer. Hun beskrives som direkte uansvarlig og beskyldes for at gøre mere skade end gavn. Kritikerne fremhæver blandt andet hendes manglende dokumentation og påståede tyverier. Hun beskytter sit privatliv fra pressens interesse og kommenterer ikke de rygter, der florerer om sin person.

## Karakteristika

### Beklædning
Laras mest karakteristiske og velkendte beklædning består af en turkis, ærmeløs top, khakifarvede shorts, sort bælte, sorte handsker og sorte støvler. Siden The Angel of Darkness er det kun Anniversary der har benyttet den omtalte beklædning til den officielle indpakning og primære markedsføring (det er dog inkluderet i Legends bonusmateriale og en flashbackmission). I løbet af et spil veksler beklædning, så det er tilpasset miljøet. I Legend, Underworld og Anniversary kan spilleren åbne for nye beklædninger ved at finde hemmelige genstande og/eller gennemføre banerne på time trial. I The Angel of Darkness blev den officielle beklædning udskiftet med en sort top og shorts med et gråskaleret kamouflagemønster. I Legend blev Laras beklædning ændret til en brun top, og i Underworld er den officielle beklædning skiftet til gennengående brune og sorte nuancer.

### Personlighed
Lara er gentagende gange fremstillet som en meget selvsikker, uafhængig og klog person. Hun er modig og viser sjældent tegn på frygt i selv farlige og dødelige situationer. Der er dog forskelle mellem seriens to kontinuiteter på enkelte områder. I Core Designs fortælling er Lara mørk, enigmatisk og til tider koldblodig. I Legend udviser hun større respekt for sine omgivelser, og er mere åben og feminin.
I Legend tilføjede Crystal Zip og Alister, Laras to partnere, der bidrager med hhv. teknisk og historisk viden samt humoristiske indslag i løbet af spillet. Dette samvære med mennesker var heller ikke i samme grad set tidligere. Desuden udviser hun forkærlighed for højder og antikke fælder. I Anniversary rystes Lara over sit første mord på et menneske. I kontrast hertil dræber hun i det første spil sin modstander uden følelsesmæssig reaktion.

### Kamperfaring
I de fleste optrædener udviser Lara Croft et højt niveau af kampevner, især med skydevåben. I Tomb Raider: Legend, er hun for eksempel i stand til at kæmpe sig gennem en mindre hær af håndlangere, på egen hånd. Det er ikke forklaret i spillene hvor hun har opnået disse evner. I filmen Lara Croft: Tomb Raider ses et fotografi, hvor Lara er placeret i midten af en militær enhed. Dette, sammen med filmens undertitel ("Born into Wealth. Groomed by the Elite. Trained for Combat", på dansk: "Født ind i rigdom. Oplært af eliten. Trænet til kamp."), antyder at hun har haft formel militærerfaring. I efterfølgeren, Lara Croft Tomb Raider: The Cradle of Life, er det hentydet at hun tjente hos Royal Marines, og at hendes tjeneste involverede kamp på slagmarker. Både film og spil viser nogle af Laras personlige træningssessioner, i hendes hjem, Croft Manor. I første film kæmper hun mod robotten SIMON, og i spillene består dele af Croft Manor af en rute med udfordringer, eller alternativt af et egentligt træningscenter der dog fokuserer mere på hendes fysiske træning end egentlig kamp.

## Modeller og skuespillere

### Modeller
Eidos Interactive har siden første spils udgivelse hyret i alt syv officielle modeller til at optræde live som Lara Croft. Herudover har en række magasiner og nationale distributører hyret til enkelte fotosessioner, foruden at både kvindelige og mandlige fans har lavet look-alike-billeder bl.a. til konkurrencer. De officielle modeller er:
- Rhona Mitra (1997-1998)
- Nell McAndrew (1998-1999)
- Lara Weller (1999-2000)
- Lucy Clarkson (2000-2002)
- Jill de Jong (2002-2004)
- Karima Adebibe (2006-2008)
- Alison Carroll (2008-)

Rhona Mitra var den første model, og i længere tid betragtet som det oplagte valg til filmrollen. For at passe til modelopgaven fik hun forstørret sine bryster fra A- til DD-skål. Men i 1998 blev Mitra fyret af Eidos, af til offentligheden ukendte årsager. Nell McAndrew promoverede seriens tredje spil i blandt andet USA, Tyskland, Australien og England. Hun er af mange anset som den mest populære og succesfulde Lara Croft-model. Hendes veje med Eidos blev skilt efter hun poserede nøgen i Playboy, og da billederne blev sat i forbindelse med spillet på forsiden, fremlagde Eidos ydermere juridiske trusler mod Playboy. Eidos' brasilianske distributør hyrede i 2000 Ellech Rocche for at markedsføre udvidelsespakken til Tom Raider III, The Lost Artifact. Lucy Clarkson, der efterfulgte hollandske Lara Weller, indledte sin modelkarriere ved at moderen tilmeldte hende en konkurrence, hvor hun sluttede blandt de bedste tolv af 16.000 aspiranter. Hendes far havde angiveligt også spået hende en fremtid inden for branchen. Lucy holder af sit job på grund af pengene og rejserne, men erkender at andre modeller påvirker arbejdet negativt, fordi "de kan være ufattelige kællinger." Om seriens efterfølgende model, Jill de Jong, sagde Jeremy Heath-Smith fra Core Design: "Da Jill først trådte ind i rummet blev vi alle overvældet af hendes personlighed og udseende. Dette år er et ganske specielt år for Lara Croft. Vi har et helt nyt Tomb Raider-spil der ikke ligner noget du har set før. Vi tror på at Jill har hvad der skal til, for at skubbe Lara til den næste generation i serien."
Den 14. februar 2006 offentliggjorde Eidos, at en ellers ukendt 20-årig salgsassistent fra London, Karima Adebibe, ville optræde som den nye Lara Croft. I maj 2007 blev fem af modellerne forenet af mandemagasinet FHM for at fejre udgivelsen af Tomb Raider: Anniversary og franchisets jubilæum som helhed. 11. august 2008 erstattede elitegymnasten Alison Carroll marokanske Karima. Alison er den første af modellerne der allerede er trænet i akrobatik og gymnastik. Inden hun kunne indlede markedsføringsarbejdet på Tomb Raider: Underworld skulle hun dog undergå træning med våben, og modtage et grundkursus i arkæologi.

### Stemmer
Fire kvinder har lagt stemme til Lara i computerspillene. I de første spil var kun få replikker, men siden Tomb Raider III voksede antallet markant, herunder som følge af cutscenes mellem banerne. Stemmeskuespillerne gennem tiden har været:
- Shelley Blond (Tomb Raider)
- Judith Gibbins (Tomb Raider II og III)
- Jonell Elliott (Tomb Raider: The Last Revelation, Chronicles og The Angel of Darkness)
- Keeley Hawes (Tomb Raider: Legend, Anniversary og Underworld)

Judith Gibbins kunne ikke personlighedsmæssigt identificere sig selv med Lara Croft, under sit stemmearbejde til figuren. I offentligheden måtte hun ofte gengive en eller flere replikker fra spillet, for at overbevise folk der kom op til hende. Et populært citat for hende var blevet: "No, that's not right. Go back to the beginning and try again." ("Nej, det er ikke rigtigt. Gå tilbage til begyndelsen og start forfra"). Core Designs talsmand, Susie Hamilton, sagde følgende om Gibbins: "Vi ville have en overklasseaccent med karakter, en stærk men sød stemme. Judith var det helt rigtige valg." Jonell Elliot, der lånte sin stemme til fjerde, femte og sjette spil, var allerede før sin hyring, betragtet som en talentfuld voice over-skuespiller. Hun kendte i forvejen til seriens succes, og havde prøvet alle spil til daværende dato. Keeley Hawes er den aktuelle stemmeskuespiller, og har været det siden Tomb Raider: Legend fra 2006. Matt Gorman, ansvarlig for styringen af brandet, siger: "Keeley er den perfekte stemme til Lara" – "hun har den rette balance mellem klasse og attitude, til virkelige at bringe Miss Croft til live."

### Filmatiseringer
Filmen var forsøgt skrevet op til flere gange, og ligeledes var op til flere skuespillerinde kandidater til at spille Lara Croft. Det var slutteligt Angelina Jolie – der desuden kunne spille ved siden af sin biologiske far, Jon Voight – der pådrog sig rollen som den eventyrlystne arkæolog. Ligesom nogle af fotomodellerne måtte hun gennem et fysisk træningsprogram for at opnå den forventede form til figuren. Jolie udfører desuden flere af stuntsene selv.

## Kontrovers
Lara Crofts status som sexsymbol anses som skadeligt for figuren af både fans og Toby Gard. Udover sensuelle billeder, distribueres også den uofficielle tredjepartspatch Nude Raider, der gør Lara nøgen i spillet, frit på internettet. For at nedsætte skaden heraf i markedsføringssammenhæng undergik Lara et redesign i Tomb Raider: Legend, hvor hun fik formindsket sine attributter; Et led i også at imødekomme det kvindelige publikum. Fans og kritikere har ydermere kritiseret Laras blodtørstige fremtræden, og at man som spiller ikke gives mulighed for at undvige dødelige aktioner mod menneskelige figurer. Denne kritik var bl.a. rettet mod Tomb Raider III for heltindens mord på sikkerhedsvagter, politibetjente og stammefolk.
Fanfiktionsamfundet var efter udgivelsen af GameTaps 42-minutters dokumentar, "10 years of Tomb Raider," splittet i to. Angiveligt, var nogle af de prominente langtidsforfattere i genren utilfredse med at Katie Fleming blev valgt af Eidos til at repræsentere Tomb Raider-fanfiktion.[kilde mangler] Argumenterne lyder blandt andet, at hun langt fra er den bedste skribent, og at hun ikke har været med siden begyndelse, og dermed bidraget til at forme genren og fansamfundet.[kilde mangler] Ydermere, kritiseres hendes selvpromovering, og det fremhæves her i blandt at hun fejlagtig betragter sig selv som Googles nummer et.[kilde mangler] Flere fans protesterede over disse beslutninger på blandt andet spillets officielle forum, hvorefter deres beskeder angiveligt blev slettet.[kilde mangler] Poster på andre sider, hvor de samme moderatorer ikke har haft administrativ adgang, spørger fans om hvor længe man fortsat vil affinde sig med Eidos, og de føler at Eidos bidrager til at ødelægge og splitte Lara Crofts og Tomb Raiders fan-samfund.[kilde mangler]

## Kulturel indflydelse
Lara Croft er anset som værende den mest betydningsfulde fiktive figur i store dele af den populære kultur af både fans og kritikere, og hun er den mest kendte kvindelige figur i et computerspil, if. Guinness Rekordbog. Hun optrådte i en række Lucozade-reklamer gennem slutningen 90'erne, og hun var på forsiden af The Face i 1997. Yderligere har forfatteren Douglas Coupland dedikeret en bog til hende, hvor han analyserer heltindens effekt på kulturen. Lara opnåede en gæsteoptræden under U2s PopMart Tour og var med i en musikvideo for det tyske punkband Die Ärzte. Hun har også figureret i en reklame for bilfirmaet SEAT, og medvirket i tre reklamer for tv-kanalen G4. I alle disse optrædener var Lara repræsenteret af en computeranimation. Hun er hovedemnet i sangen, "Amami Lara" (Elsk mig, Lara) skrevet af den italienske sangskriver Eugenio Finardi. Sangen blev præsenteret under 1999-udgaven af Festival della canzone italiana i Sanremo.

### Merchandise
Siden Lara Croft blev en velkendt og populær figur, er udgivet merchandise i adskillige kategorier, herunder actionfigurer, plakater, kasketter, t-shirts og krus. Blandt andet fra den første film, samt fra hendes optræden i Tomb Raider: Legend hvor hun bærer Excalibur. En model med vådedragten fra seriens anden filmatisering er også lavet, foruden Tomb Raider-kuglepenne, -pengepunge og -spillekort. Markedsføringen kontrolleres og overvåges af Eidos Interactive, der har ansvaret for de mere end tusind produkter, hvorpå Tomb Raider- og/eller Lara Corft-navnet er brugt.

### Fans
Der findes et relativt stort antal Tomb Raider og Lara Croft-fansider, og Planet Lara har i den sammenhæng lavet et egentligt værktøj til opsætning af egen uofficiel fanhjemmeside. Fans har siden begyndelsen kontribueret med diverse former for egenproduktion, inspireret og udsprunget af serien. Siden det første spil blev udgivet har fans skrevet såkaldt fanfiktion, hvilket er non-kanon historier skrevet af fans. Flere af dem overstiger 100 sider. Der eksisterer også en voksende gruppe af lookalikes, både mænd og kvinder, ligesom fans laver egne tegninger og grafik.

## Fodnoter
1. ↑  "2006 Walk of Game Inductees". Hentet 29. august 2007.
2. ↑  Guy Cocker (2006-04-07). "Lara Croft earns Guinness World Record". GameSpot. Arkiveret fra originalen 29. september 2007. Hentet 2007-08-30.
3. ↑  Tomb Raider Chronicles: Alison Carroll new Lara Croft Model. Hentet 11. august 2008.
4. 1 2  Ten Years of Tomb Raider: A GameTap Retrospective
5. ↑  "Closer Look: Lara Croft Tomb Raider: Legend". www.allxbox.com, allXbox.com Staff, Publisher Mike Leonard. Hentet 2007-07-09.
6. ↑  Ten Years of Tomb Raider: A GameTap Retrospective
7. ↑  Beskrivelse af Tomb Raider Underworld på seriens officielle hjemmeside. Hentet 6. august 2006.
8. ↑  Comon: Lara Croft skal laves om. Hentet 14. januar 2009.
9. 1 2  Lara Croft-indeks på tombraiderchronicles.com. Hentet 22. august 2008.
10. ↑  Fan-indeks på tombraiderchronicles.com. Hentet 22. august 2008.
11. 1 2 3  Biografi: Rhone Mitra. Hentet 22. august 2008.
12. 1 2 3  Biografi: Nell McAndrews. Hentet 22. august 2008.
13. ↑  Tomb Raider Chronicles: Ellech Rocche
14. 1 2 3  Biografi: Lucy Clarkson. Hentet 22. august 2008.
15. ↑  Biografi: Jill de Jong. Hentet 22. august 2008.
16. ↑  Tomb Raider Chronicles: Karima Adebibe
17. ↑  Tomb Raider Chronicles: Anniversary Shoot
18. ↑  Biografi: Alison Carroll. Hentet 22. august 2008.
19. 1 2 3 4  Biografi: Judith Gibbins. Hentet 20. august 2008.
20. 1 2  Interview med Jonell Elliot på tombraiderchronicles.com. Hentet 20. august 2008.
21. 1 2  Biografi: Keeley Hawes. Hentet 20. august 2008
22. ↑  Tomb Raider Chronicles: Angelina Jolie (Webside ikke længere tilgængelig)
23. ↑  Jon Voight på IMDb
24. ↑  Lara Croft: Tomb Raider (2001) – Dokumentarer fra baggrundsmaterialet.
25. ↑  "The extraordinary life of Lara Croft". film.guardian.co.uk. Hentet 2007-07-09.
26. ↑  Robin Yang. "The Man Behind Lara". Gamedaily. Hentet 2007-07-09.
27. ↑  "Lara's curves reduced to appeal to female gamers". www.smh.com, 2005-05-21. Hentet 2007-07-09.
28. ↑  "Tomb Raiders Traveler's Guide: Editorial". Arkiveret fra originalen 26. september 2007. Hentet 1. april 2008.
29. 1 2  Game Studies – Lara Croft: Feminist Icon or Cyberbimbo? On the Limits of Textual Analysis
30. ↑  "Lara Croft – Record Breaker // GamesIndustry.biz". Arkiveret fra originalen 25. december 2007. Hentet 31. juli 2008.
31. ↑  Extinct Beverage: Lucozade
32. ↑  "Animal Logic: Digitising Lara Croft". Tomb Raider Chronicles. Hentet 2007-10-03. {{cite web}}: Ekstern henvisning i |publisher= (hjælp) – articles for 4 Lucozade commercials
33. ↑  Douglas Coupland: Lara’s Book Lara Croft And The Tomb Raider Phenomenon
34. ↑  "Lara With U2". The Croft Times. 1997-09-21. Arkiveret fra originalen 12. oktober 2007. Hentet 2007-10-03. {{cite web}}: Ekstern henvisning i |publisher= (hjælp)
35. ↑  "Tomb Raider Anniversary – 10 years of Tomb Raider and Lara Croft". Arkiveret fra originalen 5. september 2018. Hentet 31. juli 2008.
36. ↑  "Lara Croft TV - Show Reel". Lara Croft TV. Arkiveret fra originalen 3. marts 2012. Hentet 2007-10-03. {{cite web}}: Ekstern henvisning i |publisher= (hjælp) – SEAT commercials are towards the bottom of the list
37. ↑  "Lara Croft TV - G4 Network". Lara Croft TV. Arkiveret fra originalen 15. januar 2007. Hentet 2007-10-03. {{cite web}}: Ekstern henvisning i |publisher= (hjælp)
38. ↑  "Lara at the Sanremo Festival". The Croft Times. 1999-02-21. Arkiveret fra originalen 22. oktober 1999. Hentet 2007-10-02.
39. ↑  "Festival di Sanremo 1999". Arkiveret fra originalen 6. juni 2012. Hentet 31. juli 2008.
40. ↑  Planetlara.com. Hentet 20. august 2008.
41. 1 2  searchamateur.com
42. ↑  images.google.co.uk
43. ↑  "www.starstore.com". Arkiveret fra originalen 14. februar 2010. Hentet 20. august 2008.
44. ↑  images.google.co.uk
45. ↑  Planet Lara: Create a Lara site Arkiveret 1. december 2008 hos  Wayback Machine. Hentet 30. august 2008.
46. 1 2  Planet Lara: Fan fiction Arkiveret 19. december 2008 hos  Wayback Machine. Hentet 30. august 2008.
47. ↑  Planet Lara: Lara Croft Lookalikes Arkiveret 14. december 2008 hos  Wayback Machine. Hentet 30. august 2008.
48. ↑  Planet Lara: Fan Artwork Arkiveret 9. november 2008 hos  Wayback Machine. Hentet 30. august 2008.